# Fudge (gastronomia)
Il fudge (/ˈfʌˑʤ/ ) è un dolce tipico del Regno Unito e degli Stati Uniti. Si tratta di un caratteristico croccante morbido, caratterizzato da un impasto caramellato al burro e allo zucchero.

## Storia

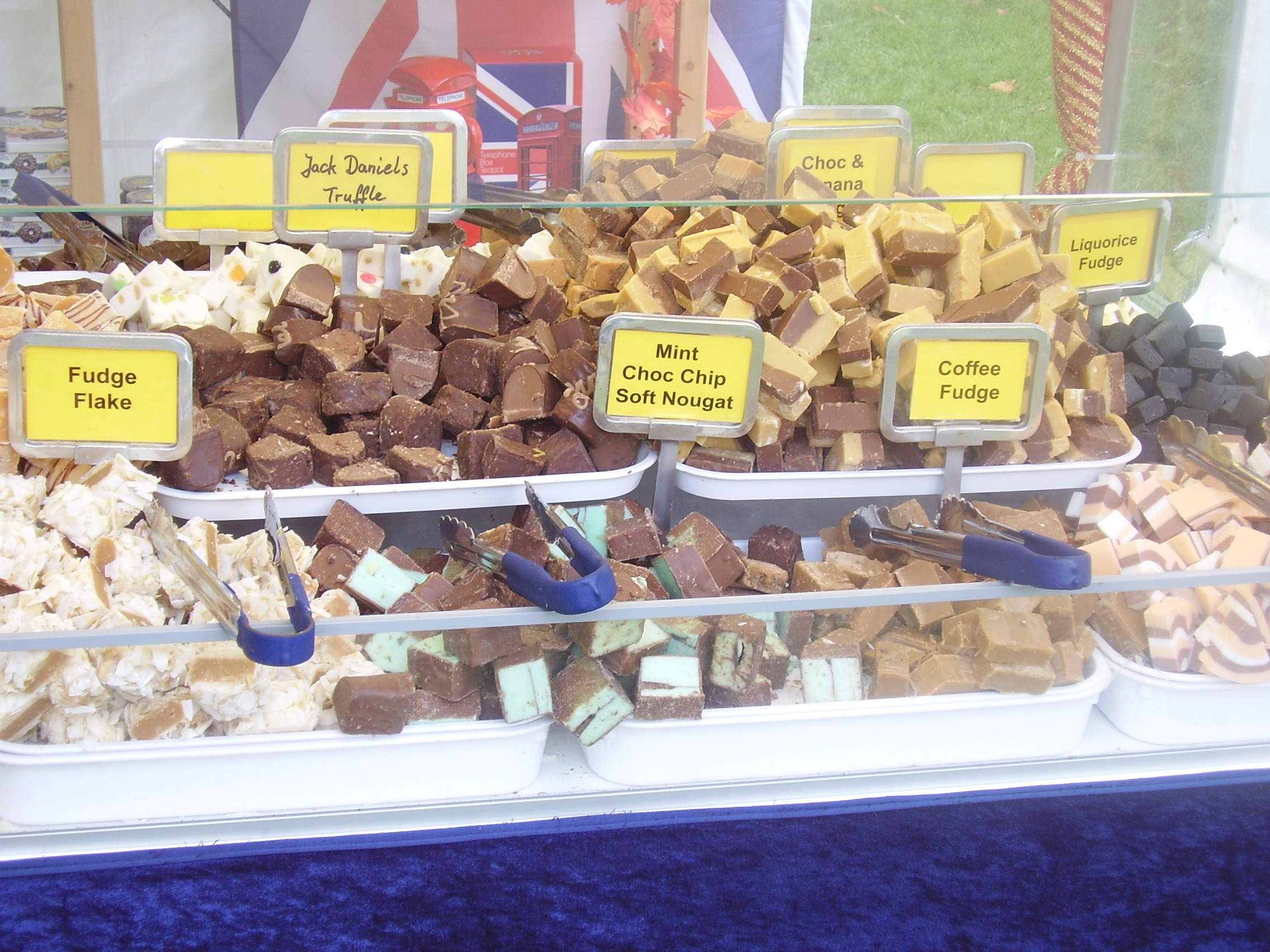
Cubetti di fudge in vendita in un negozio di dolciumi

Il dolce è ritenuto un'invenzione americana; le prime notizie certe sulla sua esistenza risalgono al 1886.

## Metodi di preparazione
Preparato con caramello, zucchero, latte, burro e panna, il dolce viene servito a temperatura ambiente. Esistono numerose varianti della ricetta classica, da quella al cioccolato a quella alle noci, alle quali si possono aggiungere caffè, menta e rum.